# 走過25年
《走過25年》是香港有線電視新聞台在2022年因應香港特別行政區成立二十五周年紀念製作的節目，節目共有4集，但最後一集被抽起。

## 爭議
有報導指出因為文化生活篇受訪者周冠威談及在港區國安法下的創作空間的訪問內容收到投訴，所以抽起原定6月26日播出的最後一集。最後一集原本的主題是有關香港政治和政制發展，受訪者包括周永康及吳文遠。

## 每集內容
| 集數 | 播映日期      | 主題       |
| 1    | 2022年6月5日  | 融合篇     |
| 2    | 2022年6月12日 | 文化生活篇 |
| 3    | 2022年6月19日 | 住屋民生篇 |

## 外部連結
- 走過25年 （页面存档备份，存于）